# شيخ ولي
شيخ‌ ولي هي قرية في مقاطعة شبستر، إيران. عدد سكان هذه القرية هو 763 في سنة 2006.